# William Charles Linnaeus Martin
Pour les articles homonymes, voir William Martin (homonymie) et Martin.

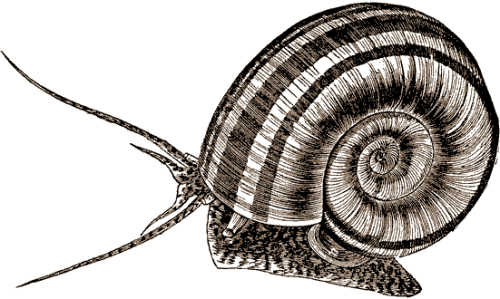
Dessin de William Charles Linnaeus Martin

William Charles Linnaeus Martin est un naturaliste britannique, né en 1798 et mort en 1864.
Il est conservateur du muséum de la Zoological Society of London de 1830 à 1838, année durant laquelle il perd son travail à la suite de restrictions budgétaires. Il devient alors un écrivain spécialisé en histoire naturelle et signe des milliers d’articles et plusieurs ouvrages importants dont A Natural History of Quadrupeds and other Mammiferous Animals (1841), The History of the Dog (1845), The History of the Horse (1845) et Pictorial Museum of Animated Nature (1848-1849).